# Związek Izb i Organizacji Rolniczych Rzeczypospolitej Polskiej
Związek Izb i Organizacji Rolniczych Rzeczypospolitej Polskiej – organizacja społeczno-zawodowa rolników, mająca na celu realizację jednolitego programu polityki gospodarczej państwa w zakresie rolnictwa. Związek funkcjonował w oparciu o ścisłą współpracę z dobrowolnymi organizacjami, zrzeszeniami i stowarzyszeniami rolniczymi. Związek powstał w 1933 r. po ukazaniu się jednolitego tekstu ustawy o izbach rolniczych z 1932 r., obejmującej swoim zasięgiem obszar całego kraju.
Siedzibą Związku była Warszawa.

## Działalność
Związek powstał w celu zapewnienia właściwego wprowadzania ustawy o izbach rolniczych i pozyskania do współpracy społeczne organizacje rolnicze. Statut Związku zatwierdzony został na mocy decyzji Komisarza Rządu m. st. Warszawy z dnia 15 czerwca 1935 r. na podstawie Prawo o stowarzyszeniach z 1932 r. Ustawa o izbach rolniczych stanowiła, że izby są jednostkami jednoinstancyjnymi (szczebla wojewódzkiego). Z kolei zadania na poziomie powiatu i gromady (gminy) realizowano w oparciu o dobrowolne organizacje rolnicze, przede wszystkim zaś w oparciu o samorządy terytorialne i powiatowe organizacje okołorolnicze. Organizacjom tym Izby mogły powierzać prowadzenie poszczególnych prac we własnym zakresie, a poza tym udzielać im zasiłków pieniężnych. Ponadto Izby rolnicze miały uprawienia do przejmowania od społecznych organizacji rolniczych całego majątku tych organizacji lub poszczególnych praw, zobowiązań, zakładów i urządzeń, w celu właściwego ich zużytkowania.
Według statutu Związek miał na celu ustalenie i realizację jednolitego programu polityki gospodarczej rolnictwa oraz zespalania usiłowań i prac swoich członków, zmierzających do:
- uspołecznienia ludności wiejskiej, szerzenia oświaty i podnoszenia kultury wsi,
- doskonalenie produkcji przetwórstwa oraz usprawnienie organizacji zbytu,
- popieranie właściwych form finansowania gospodarczych potrzeb wsi i odpowiednich form oszczędności.

Dla wypełnienia tych celów Związek:
- podejmował i centralizował prace zmierzające do obrony ogólnych interesów gospodarczych rolnictwa,
- koordynował działania swoich członków i przystosowywał do ogólnych potrzeb rolnictwa,
- podejmował na wniosek odpowiednie sekcji konkretne prace w dziedzinach objętych działalnością poszczególnych członków,
- reprezentował w życiu wewnętrznym kraju opinie i interesy izb i organizacji rolniczych,
- reprezentował rolnictwo polskie w międzynarodowych organizacjach i instytucjach rolniczych.

Związek tworzyli:
- członkowie rzeczywiści,
- członkowie zwyczajni,
- członkowie nadzwyczajni,
- członkowie korespondenci.

Rzeczywistymi członkami Związki były izby rolnicze, których odrębne prawa i obowiązki jako instytucje prawa publicznego, określały ustawy i statuty.
Zwyczajni członkowie organizacji ogólnorolniczych, których terenem działania było co najmniej jedno województwo.
Nadzwyczajni członkowie wywodzili się spośród organizacji specjalistycznych, organizacji o charakterze spółdzielczym i inne.
Członkowie korespondenci wywodzili się spośród instytucji publicznych i prywatnym o charakterze naukowo-rolniczym i oświatowo-rolniczym.
Władzami Związku była:
- Rada,
- Komitet,
- Prezydium,
- Komisja Rewizyjna.

Do zakresu działania Rady należało:
- ustalenie budżetu i przyjmowanie sprawozdań i zamknięć rachunkowych,
- uchwalenie statutu oraz likwidacja związku,
- wybór komitetu i komisji rewizyjnej,
- ustalanie minimalnej wysokości składek dla członków nadzwyczajnych.

Do kompetencji Komitetu należało:
- ustalenie wytycznych działalności związku w sprawach polityki gospodarczej,
- wybór prezesa związku oraz członków prezydium związku,
- ogólny nadzór nad działalnością związku i dyrektywy w sprawach prowadzenia związku,
- rozstrzyganie wszelkich kwestii wniesionych na Komitet przez Prezydium,
- powołanie specjalnych sekcji w łonie związku,
- przyjmowanie i usuwanie członków,
- decydowanie w sprawie nabycia, zbycia lub obciążenia hipotecznego nieruchomości związku i przyjmowanie darowizn.

Do kompetencji Prezydium należało:
- wykonywanie uchwał Rady i Komitetu,
- zwoływanie posiedzeń Rady i Komitetu,
- mianowanie dyrektorów oraz innych pracowników związku.

Komisja Rewizyjna miała za zadanie;
- przygotowania sprawdzania rachunkowości związku,
- przedstawianie sprawozdania ze swoich czynności.

Członkowie rzeczywiści związku tworzyli sekcję izb rolniczych, która działała autonomicznie w zakresie spraw i zagadnień, dotyczących organizacji i funkcjonowanie samorządu rolniczego. Z kolei inni członkowie zwyczajni tworzyli sekcje organizacji ogólnorolniczych, które też działały autonomiczne w zakresie zrzeszeń rolniczych. Obok sekcji związek tworzył inne sekcje lub komisje w zakresie poszczególnych działów życia rolniczego.
Według referatu sprawozdawczego dyrektora na posiedzenia Rady Związku z dnia 26 lutego 1935 r. powołano Sekcję, która podjęła kwestię współpracy izb rolniczych ze spółdzielczością i Międzykomunalnymi Związkami Rolniczymi.